# James W. Horne
James Wesley Horne (14 de diciembre de 1881 – 29 de junio de 1942) fue un director, guionista y actor cinematográfico de nacionalidad estadounidense. 

## Cine mudo
Nacido en San Francisco, California, inició en 1913 su carrera artística como actor, a las órdenes del director Sidney Olcott en los Kalem Company, y dirigió su primer film para la compañía dos años más tarde.
En la época del cine mudo, Horne se especializó en el rodaje de escenas de acción para largometrajes y seriales. Gracias a la fuerza de su trabajo en The Cruise of the Jasper B, Buster Keaton le contrató para dirigirle en su comedia de 1927 El colegial. Posteriormente pasó al estudio de Hal Roach, donde trabajó con las principales estrellas de Roach: Stan Laurel y Oliver Hardy, Charley Chase, y La Pandilla. Las comedias de Laurel y Hardy con Horne Big Business (acreditado como "J. Wesley Horne") y  Way Out West son consideradas clásicos.
Horne también demostró habilidad para dirigir versiones de las películas de Roach en otros idiomas (francés, alemán, español); la versión estadounidense podía ser dirigida por James Parrott, por ejemplo, pero de la internacional se confiaba a Horne.
Horne dejó Roach en 1932, pues una serie de problemas económicos obligó a eliminar muchos puestos de trabajo. Fue entonces contratado por Universal Pictures donde, durante un tiempo, dirigió comedias en dos rollos. Cuando Universal suspendió la producción, Horne trabajó brevemente con Columbia Pictures, volviendo a Roach en 1935.

## Seriales
En 1937, Columbia, notando la popularidad de los seriales, decidió entrar en el campo. En un principio, Columbia simplemente adquiría las producciones independientes de la compañía "Adventure Serials", de los Hermanos Weiss, pero en 1938 Columbia quería producir seriales con sus propios actores, técnicos e instalaciones. James Horne codirigió (con Ray Taylor) el primero de los seriales de Columbia, que finalmente fue uno de los mejores del estudio. The Spider's Web, con Warren Hull como un justiciero enmascarado, fue el serial más popular de 1938, sobrepasando a seriales taquilleros como Buck Rogers y Dick Tracy Returns por un amplio margen, según cifras publicadas en el Motion Picture Herald.

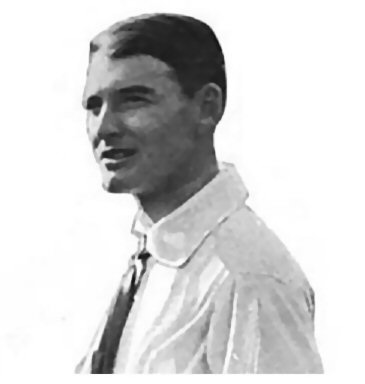
James W. Horne en Photoplay Magazine (1915)

Esto reforzó la posición de Horne en el equipo de seriales de Columbia, dedicándose exclusivamente a la dirección de cliffhangers (y sin asistencia) durante el resto de su vida. Esta seguridad en su empleo probablemente incitó su sentido del humor, pues la mayor parte de sus seriales en Columbia tienen un tono burlesco. Horne hacía que sus actores interpretaran sus papeles con seriedad en los primeros tres capítulos—eran los episodios de muestra, utilizados para vender el serial a los propietarios de los cines. Después, y a partir del capítulo 4, Horne se desviaba cada vez más de la senda melodramática, animando a sus actores a hacer escenas excesivamente dramáticas y a llevar a cabo escenas de lucha ridículas (el héroe luchaba con seis malvados a la vez y ganaba). Horne mantenía la acción lo bastante seria para satisfacer a los amantes de los seriales, aunque muchos de los cliffhangers de Horne estaban rodados de modo muy efectivo. The Green Archer, del cual Horne también escribió parte del guion, es probablemente el más satírico de los seriales del cineasta.

## Muerte
James W. Horne falleció el 29 de junio de 1942 en Los Ángeles, California, a causa de una hemorragia cerebral. Fue enterrado en el Cementerio Forest Lawn Memorial Park de Glendale, California.

## Selección de su filmografía

### Director
| - When Thieves Fall Out (1915) - Hands Up!, codirección con Louis J. Gasnier (1918) - A Man of Action (1923) - Laughing at Danger (1924) - In Fast Company (1924) - Wife Tamers (1926) - El colegial (1927), con Buster Keaton - Big Business (1929), con Stan Laurel y Oliver Hardy - Off to Buffalo (1929), con Charley Chase - Thin Twins (1929), con Charley Chase - Whispering Whoopee (1930), con Charley Chase - Fifty Millions Husbands (1930), dirigida con Edgar Kennedy, con Charley Chase - Fast Work (1930), con Charley Chase - Girl Shock (1930), con Charley Chase - Dollar Dizzy (1930), con Charley Chase - Looser than Loose (1930), con Charley Chase - Thundering Tenors (1931), con Charley Chase - The Tabasco Kid (1931), con Charley Chase - Pardon Us (1931), codirigida con James Parrott, con Stan Laurel y Oliver Hardy | - Beau Hunks (1931), con Stan Laurel y Oliver Hardy – también actor - Chickens Come Home (1931), con Stan Laurel y Oliver Hardy - Come Clean (1931), con Stan Laurel y Oliver Hardy - Our Wife (1931), con Stan Laurel y Oliver Hardy - Laughing Gravy (1931), con Stan Laurel y Oliver Hardy - One Good Turn (1931), con Stan Laurel y Oliver Hardy - Any Old Port! (1932), con Stan Laurel y Oliver Hardy - Thicker Than Water (1935), con Stan Laurel y Oliver Hardy - Bonnie Scotland (1935), con Stan Laurel y Oliver Hardy - The Bohemian Girl (1936), con Stan Laurel y Oliver Hardy - Way Out West (1937), con Stan Laurel y Oliver Hardy - The Spider's Web (1938), codirección con Ray Taylor, serial - The Shadow (1940), con Victor Jory - The Green Archer (1940), serial - The Spider Returns (1941, con Warren Hull, serial - Captain Midnight (1942), con Dave O'Brien, serial - The Laurel-Hardy Murder Case (1951) - Helpmates, Going Bye-Bye (1973) |

### Actor
| - The Cheyenne Massacre (1913) - The Poet and the Soldier (1913) | - On the Brink of Ruin (1913) |